# نبرد ورشو (۱۹۳۹)
محاصره ورشو نبردی بود که در سال ۱۹۳۹ میلادی میان سپاه ورشو (لهستانی: Armia Warszawa) ارتش لهستان که در شهر سنگر گرفته بود و قوای متهاجم آلمانی رخ داد.
در روز ۱ سپتامبر ۱۹۳۹ و همزمان با آغاز تهاجم به لهستان، بمباران هوایی ورشو توسط نیروی هوایی آلمان نازی آغاز گشت. یک هفته بعد در ۸ سپتامبر اولین واحدهای زرهی آلمان از سمت جنوب غرب به نزدیک شهر رسیدند که با وجود اعلام رادیو آلمان مبنی بر تصرف شهر حملات آن‌ها پس زده شد و محاصره شهر آغاز گشت. این محاصره ۲۰ روز به طول انجامید تا آنکه در نهایت در روز ۲۸ سپتامبر فرمانده پادگان محافظ ورشو رسماً تسلیم را پذیرفت و ۱۴۰٬۰۰۰ سرباز حاضر در شهر به عنوان اسیر جنگی تسلیم نیروهای آلمانی گشتند. در روز ۱ اکتبر ارتش آلمان به ورشو وارد شد و دوره اشغال شهر تا قیام خونبار ورشو و پس از آن تا ۱۷ ژانویه که قوای ارتش سرخ به آن وارد شدند ادامه یافت.
قریب به ۱۸٬۰۰۰ غیرنظامی در دوره محاصره شهر کشته شدند و در اثر درگیری‌ها ۱۰ درصد ساختمان‌های شهر به‌طور کامل تخریب گشتند و ۴۰ درصد آسیب جدی دیدند. مطابق مقررات نبرد هوایی در سال ۱۹۳۹ ورشو یک هدف مشروع جهت بمباران قلمداد می‌گشت زیرا که در خط مقدم نبرد قرار داشت و ارتش لهستان شهر را به محلی جهت دفاع نظامی در برابر تهاجم بدل کرده بود.